# Hygie
Pour les articles homonymes, voir Hygie (homonymie).
Pour l’article ayant un titre homophone, voir IJ.
Dans la mythologie grecque, Hygie ou Hygée (en grec ancien Ὑγιεία / Hugieía ou Ὑγεία / Hugeía, « santé »), fille d'Asclépios, dieu de la médecine, et d'Épione, est la déesse de la santé, de la propreté et de l'hygiène (mot dont son nom est d'ailleurs l'étymologie, à partir de l'adjectif grec ancien ὑγιεινός, hugieinós « qui contribue à la santé »). Elle représente donc la santé préservée et symbolise également la médecine préventive. Ses opposés sont les Nosoi (esprits des maladies).
Hygie a d'abord été importée par les Romains sous le nom de Valétudo, la déesse de la santé personnelle, mais avec le temps, elle fut de plus en plus identifiée avec l'ancienne déesse italienne du bien-être social, Salus.

## Famille

### Ascendance
Hygie a pour parents Asclépios, le dieu de la médecine, et son épouse Épione, déesse de la santé. Elle est aussi, de par son père, petite-fille d'Apollon (dieu du soleil, des arts et de la médecine) et de la mortelle Coronis.
Cependant, les représentations de la famille ne sont pas toujours consistantes ; Hygie, comme ses sœurs, apparaissant ainsi parfois comme l'épouse d'Asclépios et non sa fille.

### Fratrie
Sœurs d'Hygie
- Les cinq sœurs d'Hygie sont:
  - Panacée (les remèdes, la médecine curative),
  - Iaso (récupération d'une maladie),
  - Acéso (le processus de guérison),
  - Églé (beauté, santé rayonnante -surtout après une maladie),
  - Méditrine (la guérisseuse - déesse romaine).

Les sœurs, toutes les six déesses, interprètent donc diverses facettes de l'art d'Apollon. Asclépios et ses filles appartiennent en effet à la lignée d'Apollon, dieu de l'intelligence rationnelle, qui préfigure déjà la science telle qu'on la concevra plus tard en Occident.
Méditrine diffère de ses sœurs en ce que la déesse faisait partie des di indigetes, dieux d'origine de la religion et de la mythologie romaines primitives, et fut donc plus tardivement intégré au panthéon grec. 
Frères d'Hygie
- Les trois frères d'Hygie sont :
  - Machaon, chirurgien, qui combattit à Troie avec son frère Podalire et a été tué par Euripile ;
  - Podalire, médecin généraliste ;
  - Télesphore, dieu de la convalescence.

Contrairement à leurs sœurs, les deux premiers frères d'Hygie sont mortels, médecins pour le camp grec lors de la guerre de Troie. Télesphore quant à lui, troisième fils d'Asclépios et Épione, était à l'origine un dieu de la mythologie celtique avant d'être intégré au culte d'Asclépios,.

## Rôle

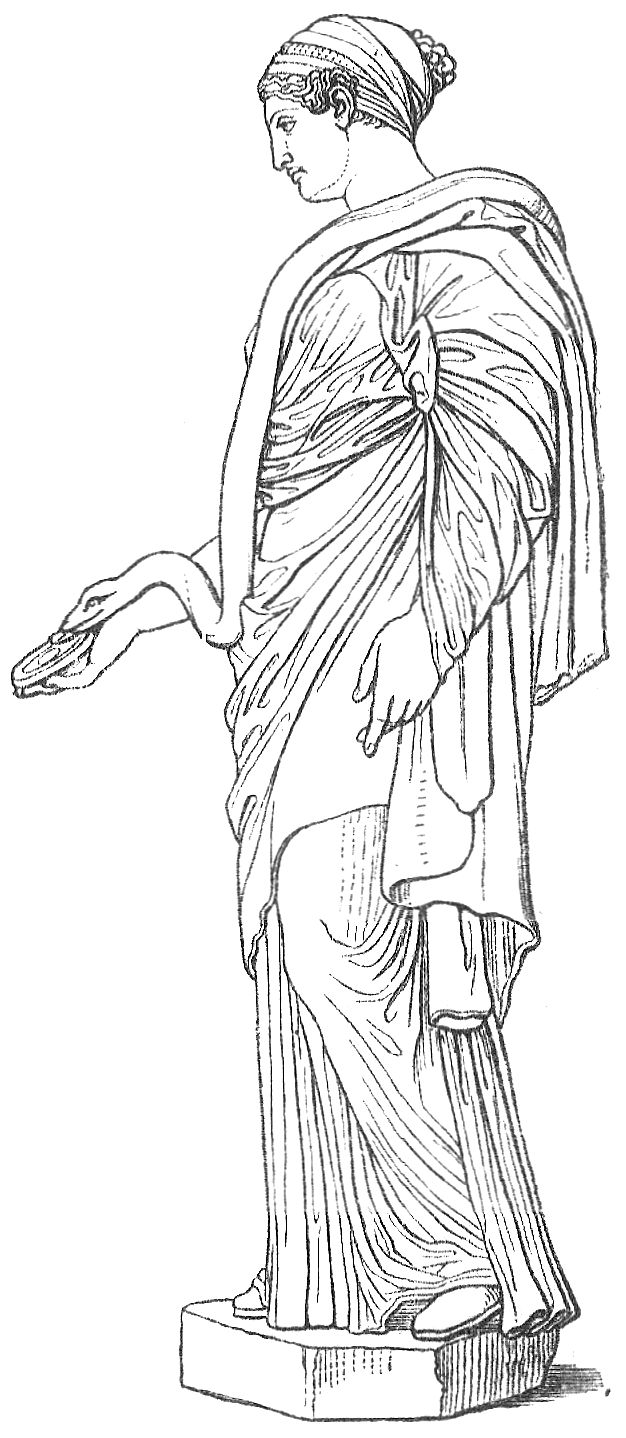
Statue d'Hygie.

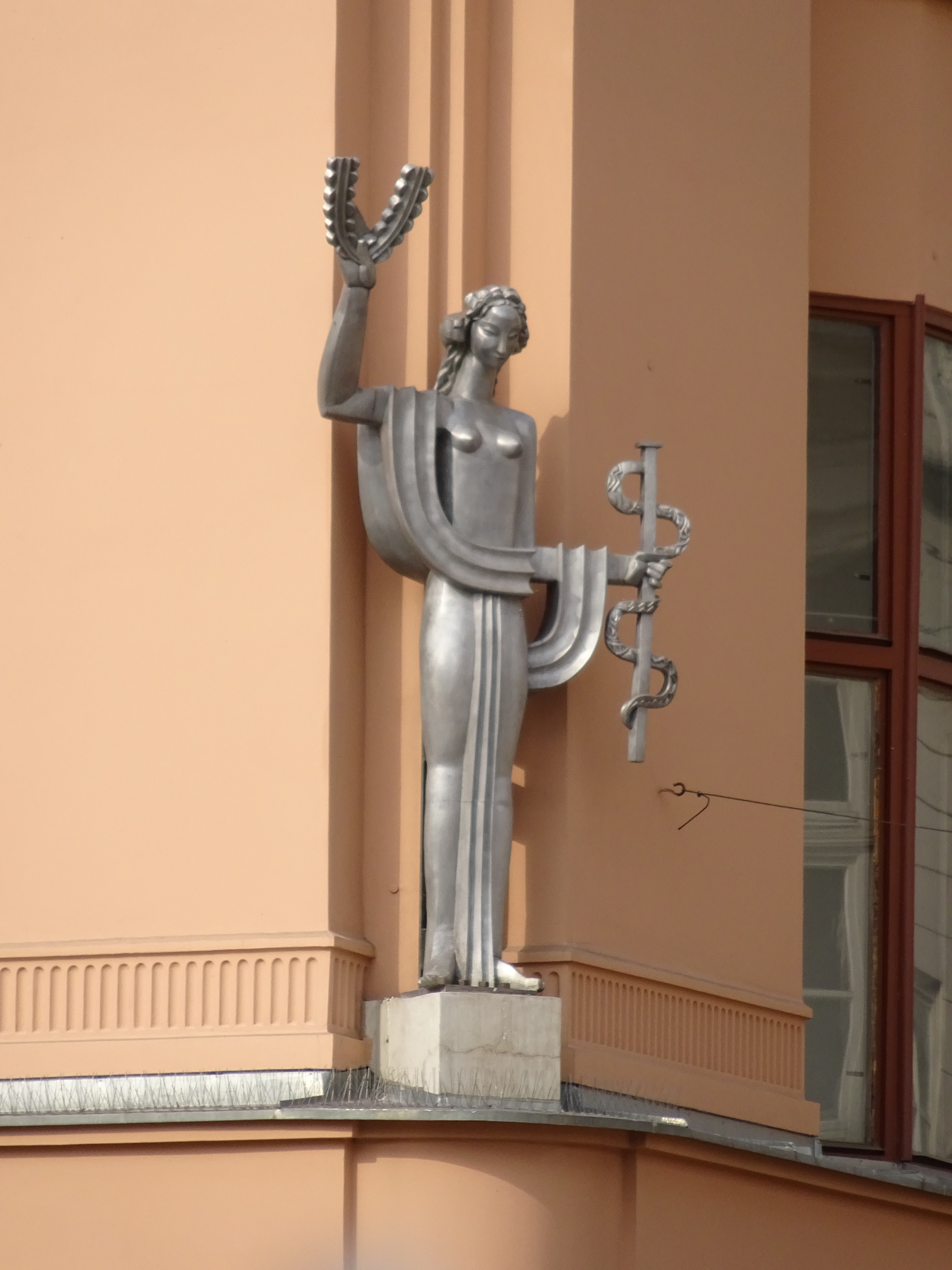
Statue d'Hygie, art déco, Cracovie en Pologne (1932).

Les Grecs l'honoraient comme une déesse puissante, chargée de veiller sur la santé des êtres vivants. Non seulement les hommes, mais tous les animaux étaient l'objet de ses soins. C'est elle qui suggérait mystérieusement aux uns et aux autres le choix des aliments nécessaires à leur existence et les remèdes appropriés à leurs maux ; elle personnifiait en quelque sorte l'instinct de la vie et, en soutenant les forces des mortels, en prévenant même la maladie, évitait à son père la peine d'intervenir continuellement afin d'alléger ou de guérir la douleur.

## Représentations
Ariphron, artiste et musicien de Sicyone du IVe siècle av. J.-C. que l'on dit aussi philosophe, lui adressa un péan célèbre.
Des statues d'Hygie ont été attribuées entre autres à Scopas, Bryaxis, et Timothéos, mais il n'en subsiste aucune description. Elle peut être représentée couronnée de laurier et tenant un sceptre, comme reine de la médecine, toujours comme une jeune femme nourrissant un grand serpent, souvent enroulé autour de son corps, buvant dans une coupe qu'elle tient de l'autre main. Ces attributs furent ensuite été adoptés par la déesse de la guérison gallo-romaine, Sirona. Hygieia était accompagnée de son frère, Telesphorus.
Dans l'Encyclopédie française du XIXe siècle, on la décrit comme :
« [...] une jeune nymphe, à l'œil vif et riant, au teint frais et vermeil, à la taille légère, riche d'un embonpoint de chair, mais non chargée d'obésité, portant sur la main droite un coq et de l'autre un bâton entouré d'un serpent, emblème de la vigilance et de la prudence. »
À l'image de la plupart des divinités tutélaires, elle est représentée avec des emblèmes infernaux. De plus, les œuvres d'art la représentent en train de tenir un serpent, qui demeure être le symbole chthonien par excellence. 

## Culte
À Athènes, Hygie fut le sujet d'un culte local dès le VIIe siècle av. J.-C. "Athena Hygieia" était d'ailleurs l'un des titres de culte donnés à Athéna, comme Plutarque le raconte dans son récit de la construction du Parthénon (447-432 av. J.-C.) :

« Un étrange accident se produisit au cours de la construction, ce qui démontra que la déesse n'était pas opposée au travail mais aidait et coopérait pour l'amener à la perfection. L'un des artificiers, l'ouvrier le plus rapide et le plus maniable parmi tous, son pied ayant glissé, tomba d'une grande hauteur et gisait dans un état misérable, les médecins n'ayant aucun espoir de guérison. Alors que Périclès était en grande détresse à ce sujet, la déesse [Athéna] lui apparut la nuit dans un rêve et ordonna un traitement, qu'il appliqua, et en peu de temps et avec une grande facilité l'homme guérit. Et c'est à cette occasion qu'il érigea une statue d'airain d'Athéna Hygieia, dans la citadelle près de l'autel, dont on dit qu'elle était là auparavant. Mais c'est Phidias qui a forgé l'image de la déesse en or, et il a son nom inscrit sur le piédestal en tant qu'ouvrier de celui-ci »

Cependant, le culte d'Hygie en tant que déesse indépendante ne commença à se répandre plus largement que lorsque l'oracle de Delphes la reconnut (ce fut fait après une épidémie de peste qui dévasta Athènes entre -429 et -427). Rome la reconnut pour sa part en -293 Les temples principaux la célébrant ont été élevés à Épidaure, Corinthe, Cos et Pergame.
Pausanias remarqua parmi les statues d'Hygie, dans un temple d'Asclépios, à Sicyone, que l'une d'elles était couverte d'un voile et que les femmes de cette ville lui dédiaient leur chevelure. Si on en croit les inscriptions, des sacrifices similaires étaient pratiqués à Paros.

"Hugieia" (ύγιεία: santé) était utilisé comme salutation chez les Pythagoriens.

## Évocation moderne

### Astronomie
L'astéroïde (10) Hygie porte son nom.